# Sebastião Wágner de Souza e Silva
Sebastião Wágner de Souza e Silva, o Wágner (Nova Iguaçu, 20 de janeiro de 1969), foi goleiro de futebol. Fez sucesso no Botafogo na década de 1990, sendo campeão em diversos títulos do alvinegro carioca. Fez pelo clube 412 jogos e sofreu 503 gols, no período de 1993 a 2002.

## Carreira
Wágner começou a se destacar no Bangu no começo dos anos 1990. Em 1993, ele foi para o Botafogo. Disputou posição de titular com Carlão e ficou como titular do "Glorioso". Wágner foi figura importante do time botafoguense em 1995. Suas defesas ajudaram o alvinegro a conquistar o título do Brasileirão. A equipe contava com craques como Túlio Maravilha, Wilson Gottardo, Sérgio Manoel, Gonçalves e Donizete.
Além de ter sido campeão brasileiro em 1995, Wágner fez parte de outras conquistas botafoguenses, como o Campeonato Carioca de 1997 e o Torneio Rio-São Paulo de 1998. Deixou o clube em 2002, após um problema envolvendo salários atrasados com a diretoria. Depois disso, ainda jogou no Santo André e no America-RJ, e em 2004 se aposentou do futebol jogando no Madureira. Curiosamente, sua última partida como jogador foi justamente contra o Botafogo, pelo campeonato estadual daquele ano. Depois de se aposentar como jogador, trabalhou como treinador ao comandar o São Cristóvão e o Boavista-RJ. Também foi preparador de goleiros do Botafogo. Atualmente, atua como empresário. 
O ex-goleiro Wagner do Botafogo, foi incluído no Guinness Book como o goleiro que mais tomou gols de falta na história do futebol: 73 gols ao todo. Curiosidades: Wagner disputou 412 jogos pelo Botafogo e sofreu 503 gols, no período de 1993 a 2002.  

## Títulos
Botafogo
- Copa Conmebol de 1993 *
- Campeonato Brasileiro : 1995
- Taça Cidade Maravilhosa: 1996
- Taça Guanabara: 1997
- Taça Rio: 1997
- Campeonato Carioca : 1997
- Torneio Rio-São Paulo : 1998

(*) Como reserva.

### Outras conquistas
Botafogo
- Torneio Internacional Eduardo Paes: 1994
- Troféu Teresa Herrera: 1996
- III Torneio Pres. da Rússia (President of Alaniya Cup): 1996
- Copa Nippon Ham: 1996
- Copa Internacional de Futebol Legends: 2019

### Prêmios individuais
- Bola de Prata Revista Placar: 1995
- Melhor Goleiro - Campeonato Brasileiro 1995
- 20° Maior ídolo da História do Botafogo (O Globo): 2020[4]